# Прокоп Сенявський (маршалок)
Прокоп Сенявський (14 січня ? — 3 січня 1596, Краків) — польський шляхтич, військовик, державний діяч Речі Посполитої. Підписувався Прокоп з Гранова Сенявський. Представник спольщеного українського шляхетського роду Сенявських гербу Леліва.

## Життєпис
Другий син львівського стольника Прокопа Сенявського та його дружини Анни з Остроругів Львівських, небіж великого коронного гетьмана Миколи Сенявського.
За родинною традицією, навчався у Віттенбергу, Лейпцигу, мав подорож цісарством, був у Швейцарії, Італії, Нідерландах. Після повернення, подібно, був на дворі Сігізмунда ІІ. Можна вважати, брав участь в підписанні Люблінської унії, бо 17 травня 1569 року король розсудив справу між спадкоємцями його батька Прокопа та Ходоровськими. 28 лютого 1575 р. брав участь у сесії генеральних судів Руського воєводства у Львові.
30 червня 1592 року отримав у дожиттєве державлення багате Ратненське староство (негродове, Холмська земля), з якого платив 600 золотих річної оренди, доходи складали більше ніж 6000. Мав судові суперечки з підданими. Був власником Сеняви у Львівському повіті, мав маєтності в Галицькому, які часто нищили татари, тому утримував сильний надвірний відділ.
Близько 1594 року під впливом єзуїта Каспера Нагая, дружини — ревної католички — таємно перейшов на її обряд, перед цим студіюючи листи теологів як католицьких, так і протестантських; на початку 1595 року підтримував кореспонденцію із сеньйором великопольських чеських братів Шимоном Теофілом Турновським. Відкрито перейшов за 5 місяців до смерті, цьому сприяв Пйотр Скарґа, з яким зблизився при дворі короля.
Був терпимим, розумним, фізично міцним: міг стримувати за колесо запряжену 6-кінну карету, ударом меча розсікти навпіл вола чи коня.
Наприкінці життя тривалий час хворів через контузію, яку отримав під час демонстрування своїх фізичних можливостей. 6 грудня 1595 року віддав родину під опіку короля, встановив опікунів для маєтностей, дітей. В акті титулувався надвірним маршалком, найпевніше, не став маршалком великим коронним; вдова так титулувалась, хоча номінація не вписана до актів Коронної метрики. Підготовлений до смерті П. Скарґою, помер у Кракові. Пишну поховальну церемонію вдова організувала у Львові в костелі Божого тіла, де був похований.
Посади: великий коронний маршалок, надвірний коронний підчаший,  надвірний коронний маршалок, ратненський староста.

### Сім'я
Дружина — Ельжбета з Гостомских, шлюб 1590 року.
- Софія — разом із Єлизаветою 1610 року стали бенедиктинками в Хелмні,
- Єлизавета (пом. 20 жовтня 1611, Хелмно, була похована в криптах костелу св. Марії Магдалени),
- Анна, Геронім — виховувались бабцею Ґостомською, померли в дитинстві.[4]